# Дальневосточная область
Дальневосто́чная о́бласть — административно-территориальная единица РСФСР, существовавшая с 15 ноября 1922 года по 4 января 1926 года.
Административный центр — город Чита.
Высший чрезвычайный орган власти РСФСР на территории ДВО — Дальревком.

## История
15 ноября 1922 года самораспустившаяся Дальневосточная республика (ДВР) вошла в состав РСФСР в качестве Дальневосточной области.
В мае 1923 года Бурят-Монгольская автономная область была выведена из состава Дальневосточной области и путём объединения с Монголо-Бурятской автономной областью 30 мая 1923 года образована Бурят-Монгольская АССР.
25 июля 1923 года постановлением ВЦИК и СНК РСФСР в состав Дальневосточной области вошли области были образованы губернии, переименованные из соответствующих областей ДВР: Забайкальская, Прибайкальская, Амурская, Приамурская с северной частью о. Сахалина, Приморская и Камчатская,законодательно оформляется Дальневосточная область
1 октября 1923 года постановлением ВЦИК РСФСР Прибайкальская губерния — разделена между Забайкальской губернией (меньшая часть) и Бурят-Монгольская АССР (бо́льшая часть), Приамурская и Приморская губернии соединены в одну — Приморскую г с центром в городе Владивостоке.
4 января 1926 года четыре губернии Дальневосточной области образовали Дальневосточный край.

## Административное деление
| Губерния               | Адм.центр        | Уезды | Районы                            | Волостей |
| ---------------------- | ---------------- | --- | --------------------------------- | -------- |
| Приморская губерния    | г. Владивосток   | Удско-Кербинский, Хабаровский, Имановский, Спасский, Никольск-Уссурийский.                                      | Ольгинский, Сучанский, Посъетский | 72       |
| Амурская губерния      | г. Благовещенск  | Благовещенский, Свободненский, Завитинский, Зейский.                                                            | -                                 | 59       |
| Забайкальская губерния | г. Чита          | Петровско-Заводского, Читинского, Акшинского, Нерчинского, Сретенского, Нерчинско-Заводского, Александровского. | -                                 | 112      |
| Камчатская губерния    | г. Петропавловск | Петропавловский, Александровский, Чукотский, Гижигинский, Охотский, Командорский острова.                       | -                                 | -        |

В целях сокращения расходов на содержание маломощных аппаратов власти на местах и качественного улучшения личного состава в феврале 1924 года Дальневосточным революционным комитетом было произведено: размежевание между губерниями, переименование, укрупнение административных единиц Дальневосточной области (уездов) с упразднением части волостей.
| Губерния               | Адм.центр        | Уезды                                       | Волостей | Волостей |
| ---------------------- | ---------------- | ------------------------------------------- | -------- | -------- |
| Приморская губерния    | г. Владивосток   | Владивостокский                             | 8        | 31       |
| Приморская губерния    | г. Владивосток   | Никольск-Уссурийский                        | 7        | 31       |
| Приморская губерния    | г. Владивосток   | Спасский                                    | 7        | 31       |
| Приморская губерния    | г. Владивосток   | Хабаровский                                 | 5        | 31       |
| Приморская губерния    | г. Владивосток   | Николаевский                                | 4        | 31       |
| Амурская губерния      | г. Благовещенск  | Благовещенский                              | 9        | 22       |
| Амурская губерния      | г. Благовещенск  | Завитинский                                 | 6        | 22       |
| Амурская губерния      | г. Благовещенск  | Свободненский                               | 7        | 22       |
| Забайкальская губерния | г. Чита          | Читинский                                   | 11       | 44       |
| Забайкальская губерния | г. Чита          | Сретенский                                  | 10       | 44       |
| Забайкальская губерния | г. Чита          | Борзинский                                  | 6        | 44       |
| Забайкальская губерния | г. Чита          | Нерчинский                                  | 9        | 44       |
| Забайкальская губерния | г. Чита          | Петровский                                  | 8        | 44       |
| Камчатская губерния    | г. Петропавловск | Петропавловский (включая Командорские о-ва) | 8        | 15       |
| Камчатская губерния    | г. Петропавловск | Анадырский                                  | 3        | 15       |
| Камчатская губерния    | г. Петропавловск | Чукотский                                   | -        | 15       |
| Камчатская губерния    | г. Петропавловск | Гижинский                                   | -        | 15       |
| Камчатская губерния    | г. Петропавловск | Охотский                                    | 4        | 15       |

Создание Дальневосточной области, по существу, являлось подготовительным этапом к проведению нового районирования.
| Губерния                | Адм.центр        | Уездов | Волостей | Сельсоветов | Селений | Сельское население | Городское население | Общее население |
| ----------------------- | ---------------- | ------ | -------- | ----------- | ------- | ------------------ | ------------------- | --------------- |
| Амурская губерния       | г. Благовещенск  | 3      | 22       | 430         | 731     | 293 492            | 98 742              | 392 234         |
| Забайкальская губерния  | г. Чита          | 5      | 41       | 614         | 750     | 419 456            | 115 789             | 535 245         |
| Приморская губерния     | г. Владивосток   | 5      | 31       | 584         | 884     | 427 043            | 207 298             | 634 341         |
| Камчатская губерния     | г. Петропавловск | 5      | 11       | 91          | 103     | 29 761             | 2 377               | 32 138          |
| Дальневосточная область | г. Чита          | 18     | 105      | 1 719       | 2 468   | 1 169 752          | 424 206             | 1 593 958       |

По решению Президиума ВЦИК СССР от 4 января 1926 г. Дальневосточная область преобразовалась в Дальневосточный край с 9 округами, разделенными на 75 районов (вместо 4 губерний с 18 уездами и 113 волостями) с центром в г. Хабаровске. Таким образом, вместо губерний, уездов, волостей осуществился переход к краевому, окружному, районному делению, и тем самым была создана основа новой системы административно-территориального устройства на принципах учета исторических и экономических условий, численности и состава населения.